# Rhodopsis pusilla
Rhodopsis pusilla är en ringmaskart som beskrevs av Bush 1905. Rhodopsis pusilla ingår i släktet Rhodopsis och familjen Serpulidae. Inga underarter finns listade i Catalogue of Life.